# II. sjezd KSČ
II. sjezd KSČ byl sjezd Komunistické strany Československa konaný roku 1924.

## Dobové souvislosti a průběh sjezdu
Odehrával se ve dnech 31. října – 4. listopadu 1924. Sjezdu dominovala otázka bolševizace strany a přechodu z klasické územní sítě místních organizací na systém závodních (podnikových) buněk.
KSČ se v té době potýkala se silnými frakčními spory. Na levici se již před I. sjezdem objevilo křídlo, jež reprezentovali Bohumil Jílek (později koncem 20. let naopak předák pravicové frakce), Václav Bolen, Václav Šturc a Václav Houser. Ti kritizovali centristické vedení KSČ reprezentované Bohumírem Šmeralem. Požadovali bolševizaci KSČ, tedy proměnu na radikální revoluční formaci, nezříkající se použití násilí při získání moci v Československu. V roce 1922 byli členové levicové frakce dočasně vyloučeni z KSČ, ale po arbitráži Kominterny bylo jejich členství obnoveno. II. sjezd KSČ pak tomuto levicovému křídlu přinesl vítězství, když získalo většinu Ústředním výboru Komunistické strany Československa.
Sjezd poprvé oficiálně konstatoval, že KSČ není samostatnou politickou stranou, ale jen frakcí Kominterny. Přihlásil se k principu demokratického centralismu a závaznosti pokynů Kominterny. Obnovil okresní a obvodní stranické organizace. Nejnižší územní jednotkou se stala závodní (podniková) buňka (fakticky ale tato praxe nebyla zavedena a znovu ji musel vyhlašovat V. sjezd KSČ). Funkci generálního tajemníka zastával Antonín Zápotocký.